# Église du Rédempteur de Jérusalem
L'église du Rédempteur est la seule église luthérienne de la vieille ville de Jérusalem. Elle a été construite par la communauté allemande, selon la volonté de l'empereur Guillaume II, et consacrée le 31 octobre 1898, jour anniversaire de la Fête de la Réformation.
L'église se trouve rue Muristan (anciennement rue du prince-héritier Frédéric-Guillaume), d'une largeur inhabituelle pour la vieille ville. Le haut du clocher offre un panorama de la vieille ville : quartier musulman (nord-ouest), quartier juif (sud-est), quartier arménien (sud-ouest), quartier chrétien (nord-ouest). Le palais du Prévôt se trouve au sud de l'église, rejoignant l'ancien cloître. Le mur nord de l'église donne sur la Via Dolorosa et le mur sud, sur le souk el-Lahhanin.

## Histoire

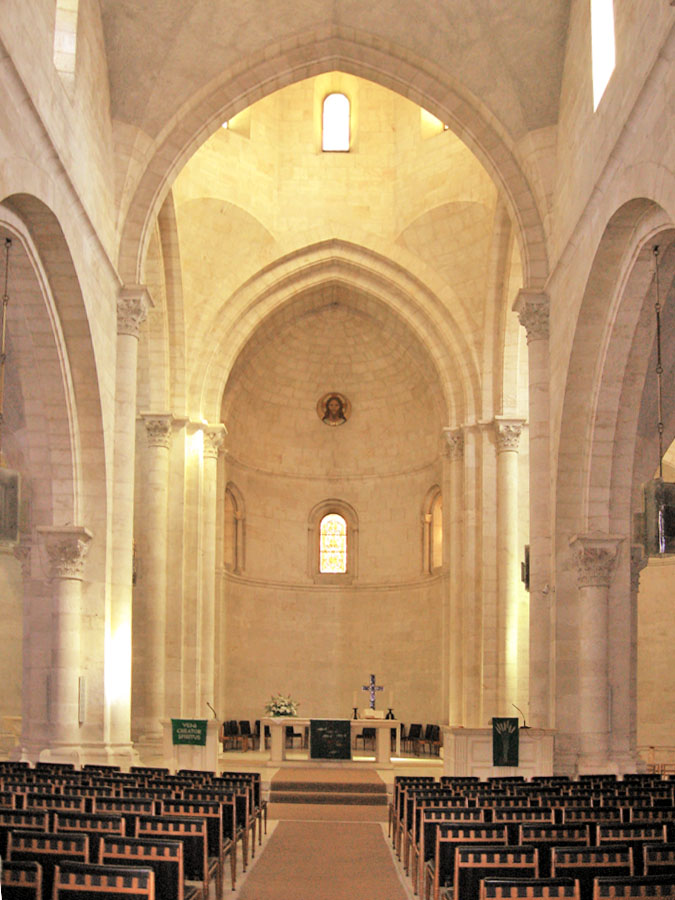
intérieur de l'église

Les débuts modernes de la communauté protestante allemande de Jérusalem datent de 1841, lorsqu'un épiscopat anglo-prussien fut créé et en 1871 lorsque fut formée une paroisse luthérienne allemande dans l'ancienne chapelle des Croisés (elle s'appelle aujourd'hui la chapelle Saint-Jean), probablement à l'emplacement de l'ancien réfectoire des bénédictins.
En 1893, on décide de construire une nouvelle église à l'emplacement de l'église du XIe siècle Sainte-Marie-des-Latins. Friedrich Adler dessinera les plans. Le Kaiser, qui bénéficiait du soutien du sultan turc (la Terre sainte était sous domination ottomane), s'implique dans le projet et se rend en pèlerinage en Palestine, il est le premier monarque allemand depuis le roi croisé Frédéric II en 1228 à s'y rendre (Wilhelm II's voyage to the Levant in 1898 (en)). Elle est consacrée, le 31 octobre 1898, le jour de la Fête de la Réformation en sa présence. Afin que l'empereur puisse entrer dans la ville à cheval, on perce les murs de la vieille ville à côté de la tour de Jaffa. Les clefs de l'église sont confiées au juriste et théologien, Friedrich-Wilhelm Barkausen (1831-1903).
L'on choisit pour le culte d'inauguration le verset biblique suivant qui explique le nom de l'église : « Car il y a un seul Dieu, et aussi un seul médiateur entre Dieu et les hommes, Jésus-Christ homme qui s'est donné lui-même en rançon pour tous. C'est là le témoignage rendu en son propre temps. » (1 Tim. 2-5, et suivants.)
L'église est restaurée entre 1970 et 1973 où l'on ôte les décorations et les mosaïques intérieures.
L'église appartient à la Deutsche Evangelische Jerusalemstiftung (Fondation évangélique allemande de Jérusalem) dont le siège se trouve à Hanovre. Les services sont en langue allemande et en langue arabe, et à la chapelle Saint-Jean en anglais et en danois.
L'Hôpital Augusta Victoria et son église de l'Ascension ont été construits à la même époque et dépendent de la Fédération luthérienne mondiale.

## Fouilles

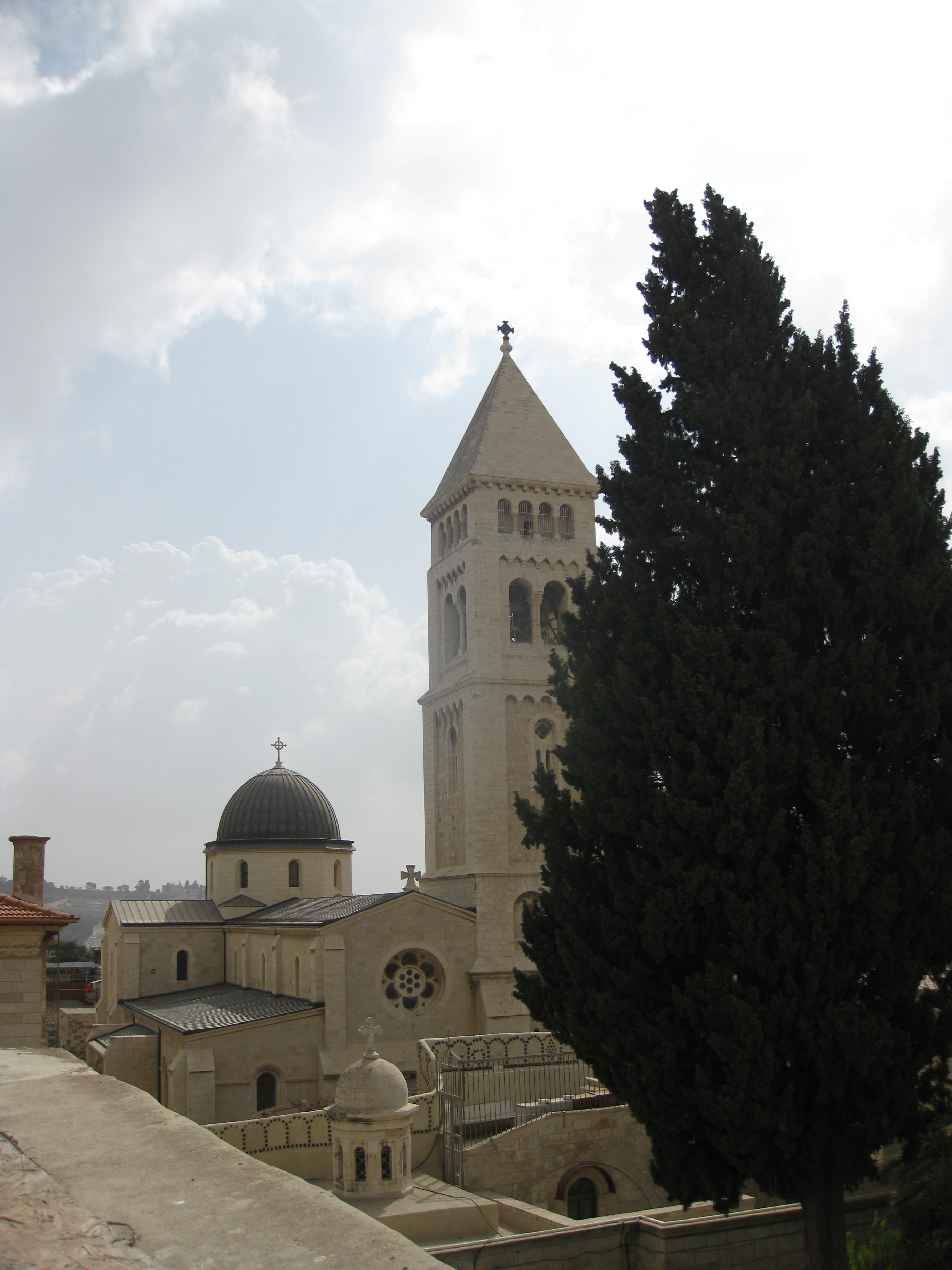
Vue de l'église du Rédempteur des toits du Saint-Sépulcre

Les fouilles des années 1970 sous les fondements de l'église, pendant les travaux de restauration, ont mis au jour une ancienne carrière, un mur de l'époque byzantine et une mosaïque d'une église croisée.